# Panoz LMP-1 Roadster-S
La Panoz LMP-1 Roadster-S est une voiture d'endurance automobile, appartenant à la catégorie des Sport-prototypes et courant en catégorie LMP.

## Résultats en compétition
- Champion en American Le Mans Series 1999
- Victoire aux 1 000 kilomètres du Nürburgring en 2000

## Meilleurs résultats aux 24 Heures du Mans par années
| Édition | Équipe             | Pilotes                                             | Classement général | Classement LMP900/LMP |
| ------- | ------------------ | --------------------------------------------------- | ------------------ | --------------------- |
| 1999    | Panoz Motorsports  | David Brabham-Éric Bernard-Butch Leitzinger         | 7e                 | 6e                    |
| 2000    | Panoz Motorsports  | Johnny O'Connell-Hiroki Katoh-Pierre-Henri Raphanel | 5e                 | 5e                    |
| 2001    | Panoz Motorsports  | Klaus Graf-Jamie Davies-Gary Formato                | 31e (abandon)      | 10e (abandon)         |
| 2002    | MBD Sportscar Team | Didier de Radiguès-Milka Duno-John Graham           | 29e (abandon)      | 13e (abandon)         |
| 2003    | JML Team Panoz     | Olivier Beretta-Gunnar Jeannette-Max Papis          | 5e                 | 3e                    |

## Culture populaire
Une Panoz LMP-1 Roadster-S est engagée par l'équipe DAMS aux 24 Heures du Mans pour l'édition 2002 spécialement pour le film Michel Vaillant afin de jouer la Leader. De couleur rouge et portant le numéro 22, elle fut pilotée par Jérôme Policand, Marc Duez et Perry McCarthy. Bien qu'elle ne participa à la course que pour les besoins du film, elle se classera 42e sur 50 participants, en bouclant 98 tours, mais en ne terminant pas la course.